# عبد الله رمضان (ملاكم)
عبد الله رمضان سليمان (مواليد 11 نوفمبر 1966) هو ملاكم سوداني. نافس في مسابقة الوزن المتوسط الخفيف للرجال في دورة الألعاب الأولمبية الصيفية لعام 1988.

## روابط خارجية
- عبد الله رمضان على موقع بوكس ريك (الإنجليزية) (registration required)
- عبد الله رمضان على موقع أوليمبيديا (الإنجليزية)

- سجل الملاكمة لـ عبد الله رمضان (ملاكم) من بوكس ريك